# Parlamentswahl in Arzach 2020
Die Parlamentswahl in Arzach 2020 fand am 31. März 2020 in der Republik Arzach statt. Die Wähler wählten 33 Mitglieder der Nationalversammlung.
Die Parteien Freies Mutterland – UCA-Allianz, Vereinigtes Mutterland, Gerechtigkeit, ARF und die Demokratische Partei gewannen Sitze in der Nationalversammlung. Keine Partei hat die Mehrheit der Sitze gewonnen, was bedeutet, dass Koalitionsgespräche wahrscheinlich innerhalb dieser Parteien stattfinden werden.

## Wahlsystem
Die Mitglieder der Nationalversammlung werden nach dem Verhältniswahlrecht mit 27 bis 33 Abgeordneten gewählt; die Zahl wird durch das Wahlgesetz definiert.

## Verhalten
140 internationale Beobachter aus 38 Ländern waren bei der Zentralen Wahlkommission registriert, um die Wahl zu überwachen. Zum Zeitpunkt der Wahl war Arzachs Grenze zu Armenien wegen der Coronavirus-Pandemie für nicht-essentielle Reisen gesperrt. Internationalen Beobachtern wurde jedoch eine Ausnahme gewährt, sofern sie zunächst negativ auf COVID-19 getestet wurden.
Mehrere Mitglieder des US-Kongresses kündigten an, dass ihre Büroangestellten und leitenden Berater Arzach besuchen würden, um die Wahlen zu beobachten. Der Kongressabgeordnete Frank Pallone erklärte: „Wir wollen hervorheben, dass Demokratie in Arzach funktioniert und allen Standards der freien Gesellschaft entspricht.“

## Ergebnis
| Partei                              | Stimmen | %     | Sitze | +/- |
| ----------------------------------- | ------- | ----- | ----- | --- |
| Freies Mutterland – UCA-Allianz     | 30.015  | 40,80 | 16    | +1  |
| Vereinigtes Mutterland              | 17.683  | 24,04 | 9     | neu |
| Gerechtigkeit                       | 5.867   | 7,98  | 3     | neu |
| Armenische Revolutionäre Föderation | 4.758   | 6,47  | 3     | -4  |
| Demokratische Partei Arzachs        | 4.314   | 5,86  | 2     | -4  |
| Sonstige                            | 10.924  | 14,85 | 0     | --- |
| gesamt                              | 73.561  | 100   | 33    | --- |